# La Capilla kommun
La Capilla är en kommun i Colombia.   Den ligger i departementet Boyacá, i den centrala delen av landet, 80 km nordost om huvudstaden Bogotá. Antalet invånare är 3 178. Arean är 57 kvadratkilometer.
Terrängen i La Capilla är kuperad åt sydost, men åt nordväst är den bergig.